# Víctor Castillo

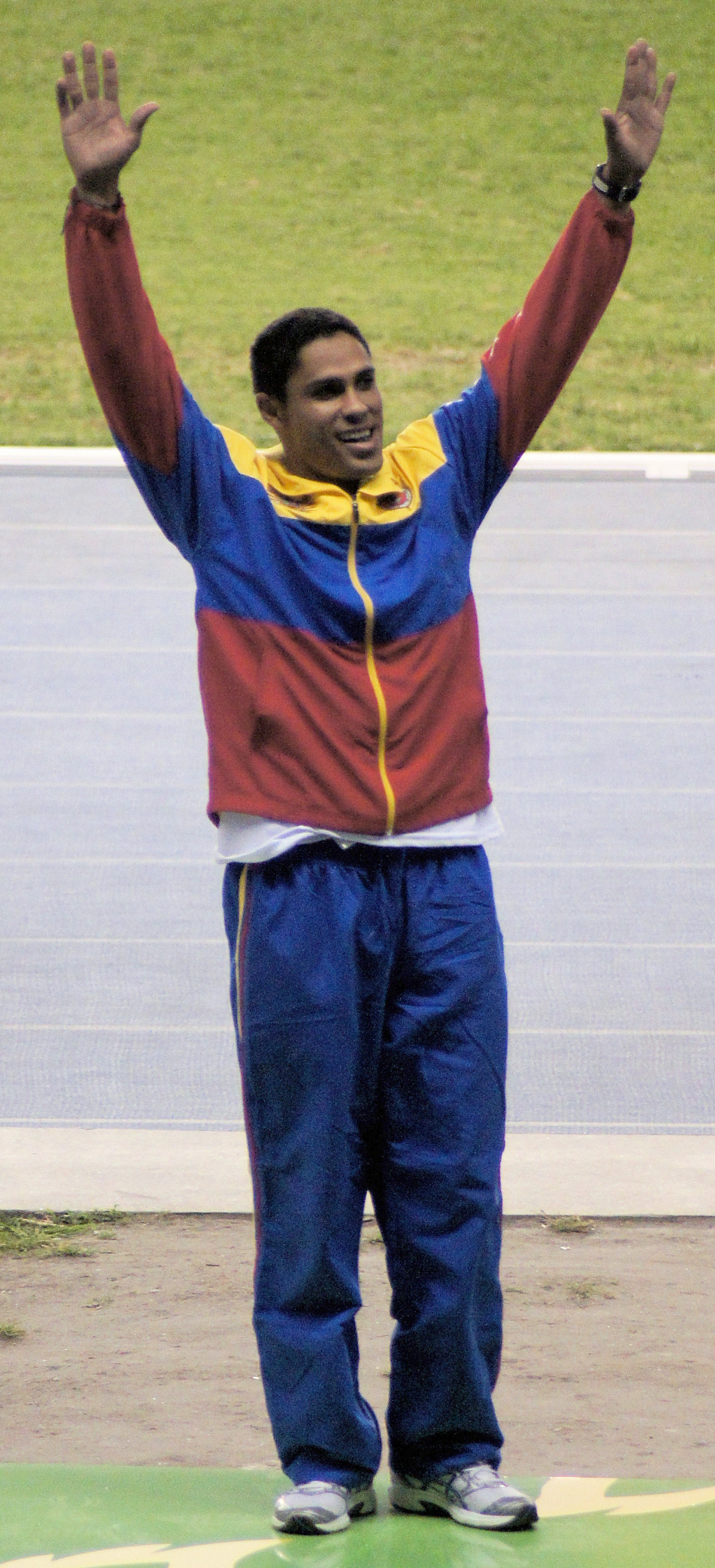
Víctor Castillo, 2011

Víctor Castillo (Víctor Manuel Castillo Petit; * 8. Juni 1981 in San Joaquín) ist ein venezolanischer Weitspringer.
2003 gewann er Bronze bei den Panamerikanischen Spielen in Santo Domingo. Bei den Leichtathletik-Weltmeisterschaften 2003 in Paris/Saint-Denis und bei den Olympischen Spielen 2004 in Athen schied er in der Qualifikation aus.
2006 wurde er bei einer Dopingkontrolle positiv auf Furosemid getestet und wegen dieses Verstoßes gegen die Dopingbestimmungen für zwei Jahre gesperrt.
2011 siegte er bei den Panamerikanischen Spielen in Guadalajara. Am 25. Oktober 2011 wurde er positiv auf Methylhexanamin getestet und für vier Jahre bis zum 21. November 2015 gesperrt. Seine Goldmedaille musste er wieder abgeben.

## Persönliche Bestleistungen
- Weitsprung: 8,34 m, 30. Mai 2004, Cochabamba
  - Halle: 8,00 m, 5. Februar 2005, Flagstaff